# 法邈
法邈，生卒年不详，生平事迹不详。三国蜀汉大臣法正之子，法正卒后，先主刘备赐法邈爵关内侯，后来法邈官至奉车都尉、汉阳太守。

## 资料来源
- 《三国志·蜀书·庞统法正传》